# Торольв Масло
Торольв Масло или Торольв Жир (IX век) — один из первооткрывателей Исландии, участник плавания Флоки сына Вильгерд.
Торольв был сыном Торстейна Прокажённого и внуком Грима Камбана, легендарного первопоселенца на Фарерских островах. Вместе с Флоки он достиг в 860-х годах «острова Гардара» и провёл там две зимы. По возвращении в Норвегию, согласно «Книге о заселении Исландии», Флоки отзывался о новой земле плохо, а «Торольв рассказывал, будто они обнаружили, что в этой стране масло капает с каждой травинки. Потому его прозвали Торольв Масло».
Позже в Исландии обосновался сын Торольва Аудун Безволосый, от которого произошёл знатный род Люди с Подмаренниковых Полей. Потомок Торольва Масло Гудмунд Могучий действует в «Саге о Ньяле».